# Ала-дей-Сарді
Ала-дей-Сарді (італ. Alà dei Sardi, сард. Alà) — муніципалітет в Італії, у регіоні Сардинія, провінція Сассарі. До 2016 року муніципалітет належав до провінції Ольбія-Темпіо.
Ала-дей-Сарді розташована на відстані близько 300 км на південний захід від Рима, 165 км на північ від Кальярі, 33 км на південний захід від Ольбії, 34 км на південний схід від Темпіо-Паузанії.
Населення — 1910 осіб (2014).
Щорічний фестиваль відбувається 28 серпня. Покровитель — Аврелій Августин.

## Демографія
Населення за роками:

Станом на 1 січня 2023 року в муніципалітеті офіційно проживав 61 іноземець з 7 країн, серед них 50 громадян країн Євросоюзу.

## Сусідні муніципалітети
- Беркідда
- Бітті
- Буддузо
- Монті
- Ольбія
- Оскірі
- Падру